# 575
575（五百七十五、ごひゃくななじゅうご）は自然数、また整数において、574の次で576の前の数である。

## 性質
- 575は合成数であり、約数は 1, 5, 23, 25, 115, 575 である。
  - 約数の和は744。
  - 素因数の和が完全数になる9番目の数である。1つ前は552、次は828。
  - 素数を除いて σ(n) − n が平方数になる36番目の数である。1つ前は551、次は688。ただしσは約数関数。(オンライン整数列大辞典の数列 A048699)
- 67番目の回文数である。1つ前は565、次は585。
  - 一桁の数を除くと57番目の回文数である。
- 各位の和が17になる25番目の数である。1つ前は566、次は584。
- 575 = 242 − 1
  - n = 2 のときの 24n − 1 の値とみたとき1つ前は23、次は13823。
  - n = 24 のときの n2 − 1 の値とみたとき1つ前は528、次は624。(オンライン整数列大辞典の数列 A005563)
- 575 = 4 × 122 − 1
  - n = 12 のときの 4n2 − 1 の値とみたとき1つ前は483、次は675。(オンライン整数列大辞典の数列 A000466)
- 575 = 9 × 82 − 1
  - n = 8 のときの 9n2 − 1 の値とみたとき1つ前は440、次は728。(オンライン整数列大辞典の数列 A136016)
- 575 = 16 × 62 − 1
  - n = 6 のときの 16n2 − 1 の値とみたとき1つ前は399、次は783。(オンライン整数列大辞典の数列 A141759)
- 575 = 23 + 23 + 63 + 73
  - 4つの正の数の立方数の和で表せる149番目の数である。1つ前は574、次は578。(オンライン整数列大辞典の数列 A003327)
- 575 = 103 − 93 + 83 − 73 + 63 − 53 + 43 − 33 + 23 − 13
  - n = 10 のときの |13 − 23 + … + (−1)n+1n3| の値とみたとき1つ前は425、次は756。(ただし| |は絶対値記号)(オンライン整数列大辞典の数列 A011934)
- 575 = 83 + 82 − 1
  - n = 8 のときの n3 + n2 − 1 の値とみたとき1つ前は391、次は809。(オンライン整数列大辞典の数列 A003777)

## その他575に関すること
- 俳句、川柳の音は五・七・五である。
- フェラーリの車種
  - 575Mマラネロ
  - 575スーパーアメリカ
- Perfumeの曲「575」。